# Sedum pachyphyllum
Sedum pachyphyllum är en fetbladsväxtart som beskrevs av Joseph Nelson Rose. Sedum pachyphyllum ingår i Fetknoppssläktet som ingår i familjen fetbladsväxter. Inga underarter finns listade i Catalogue of Life.

## Bildgalleri

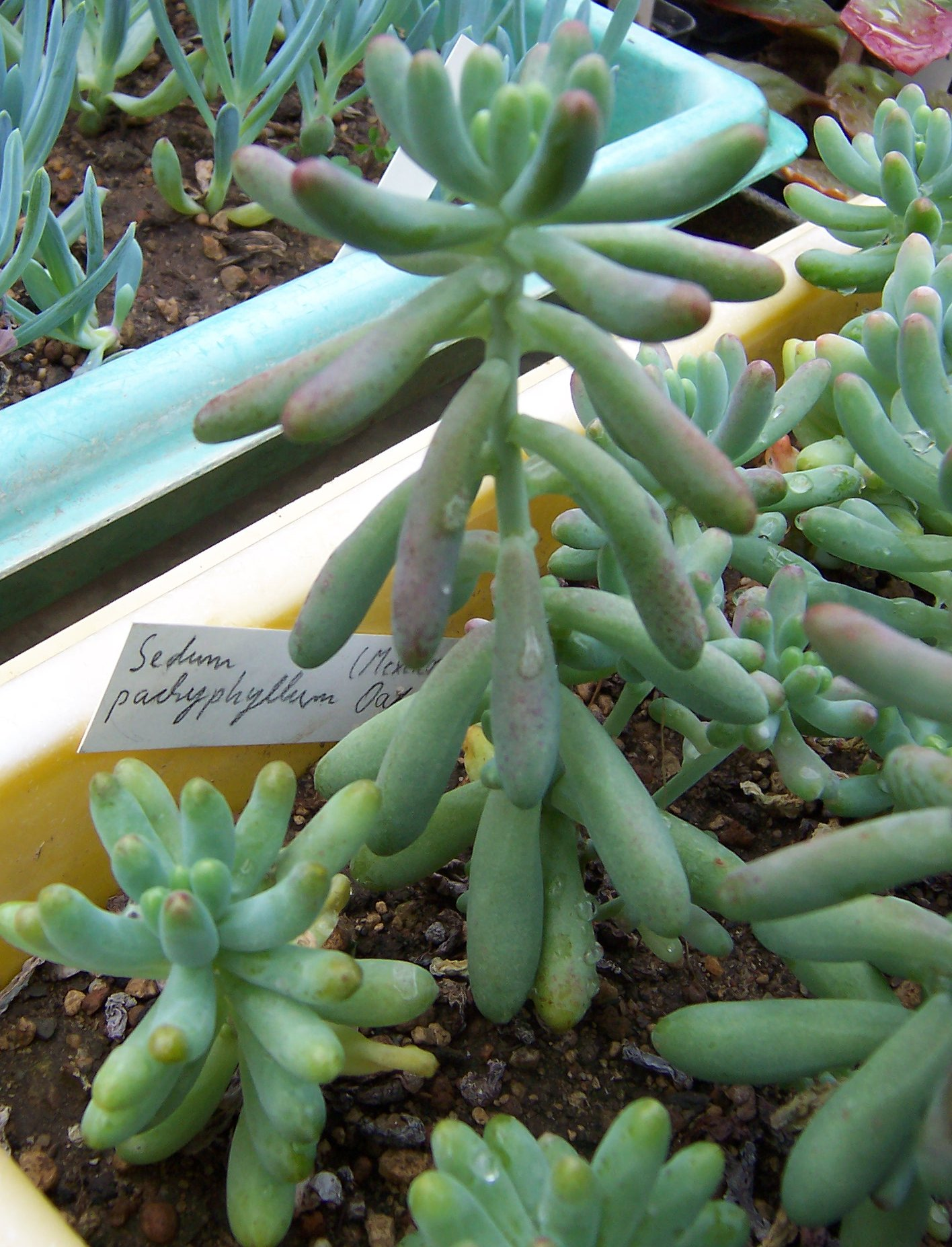
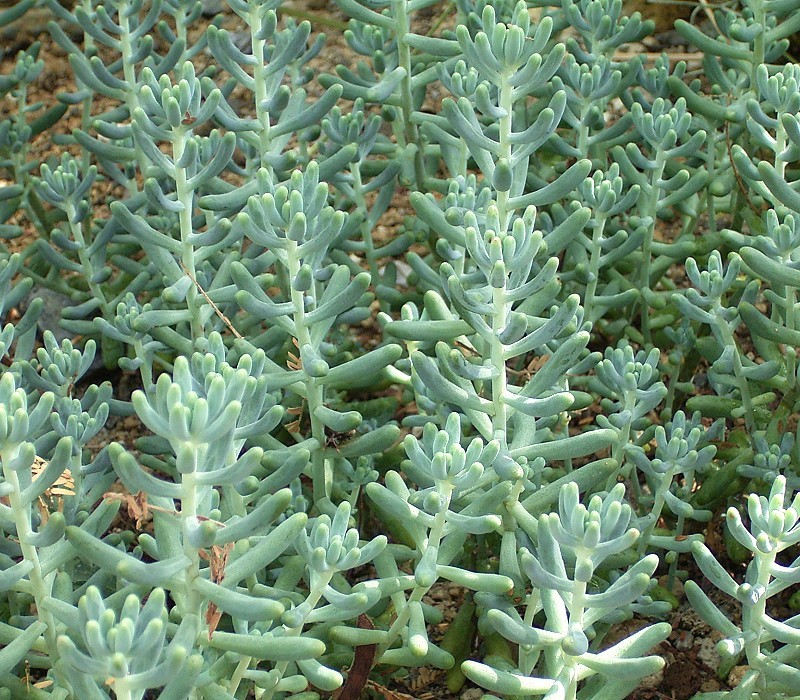
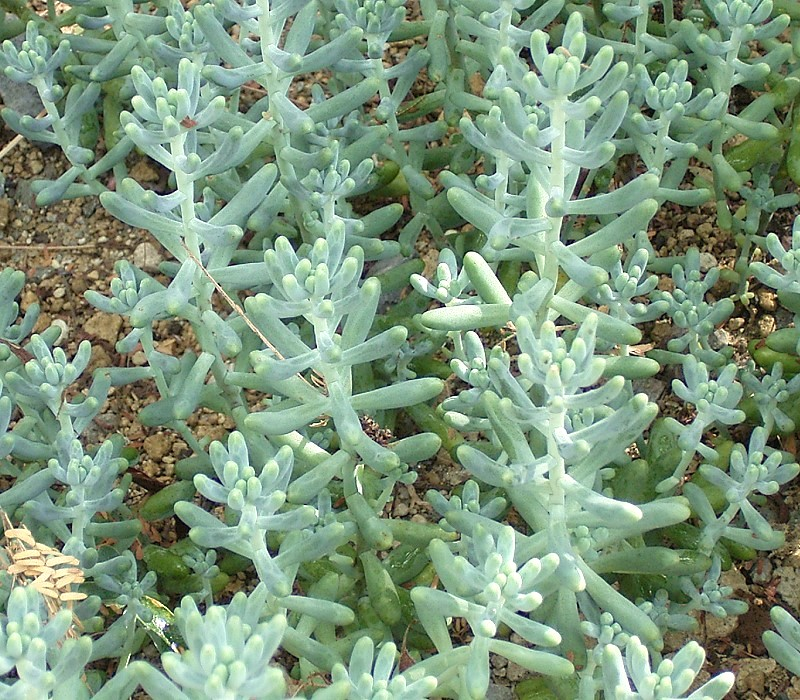